# تجديف (رياضة)

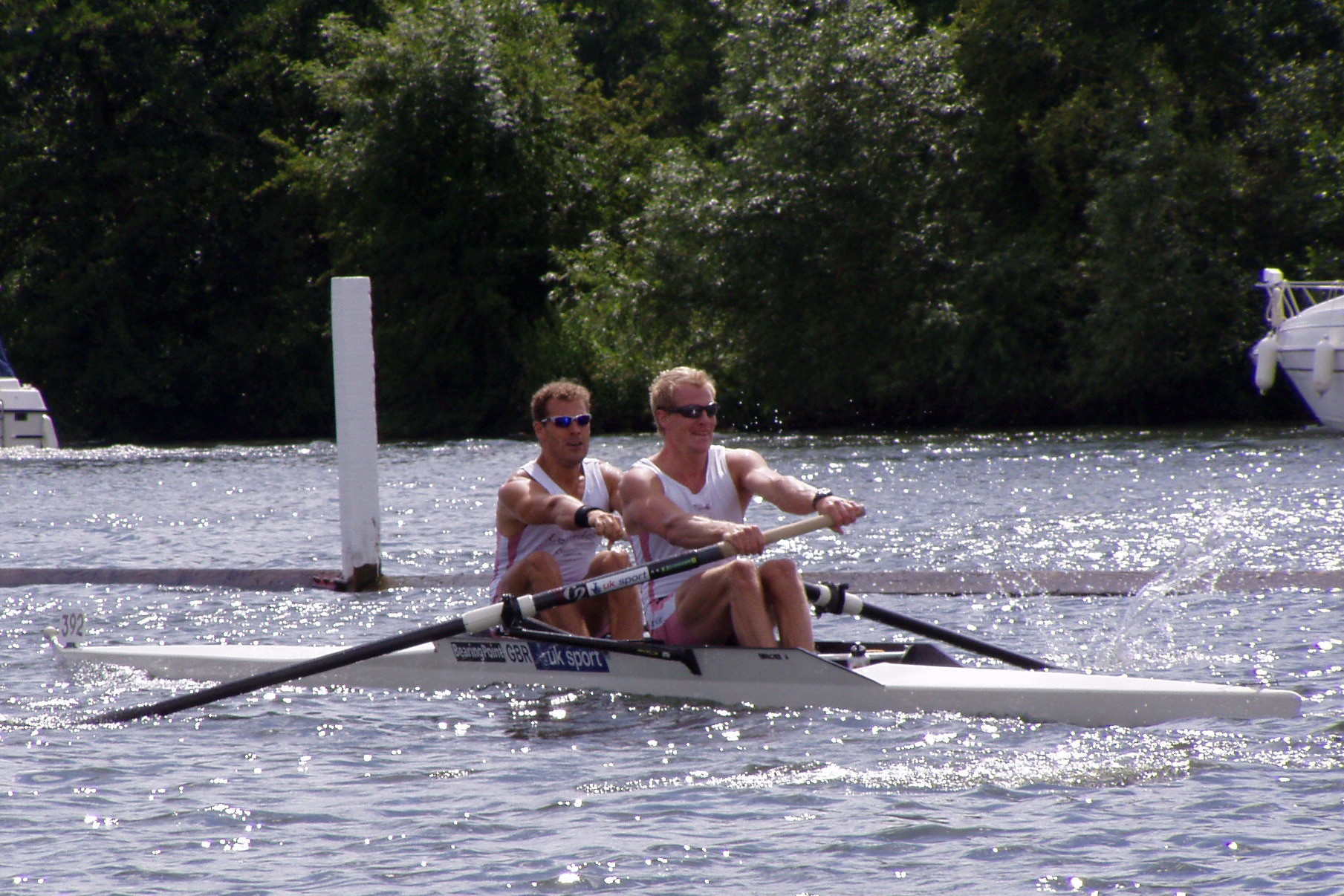
التجديف

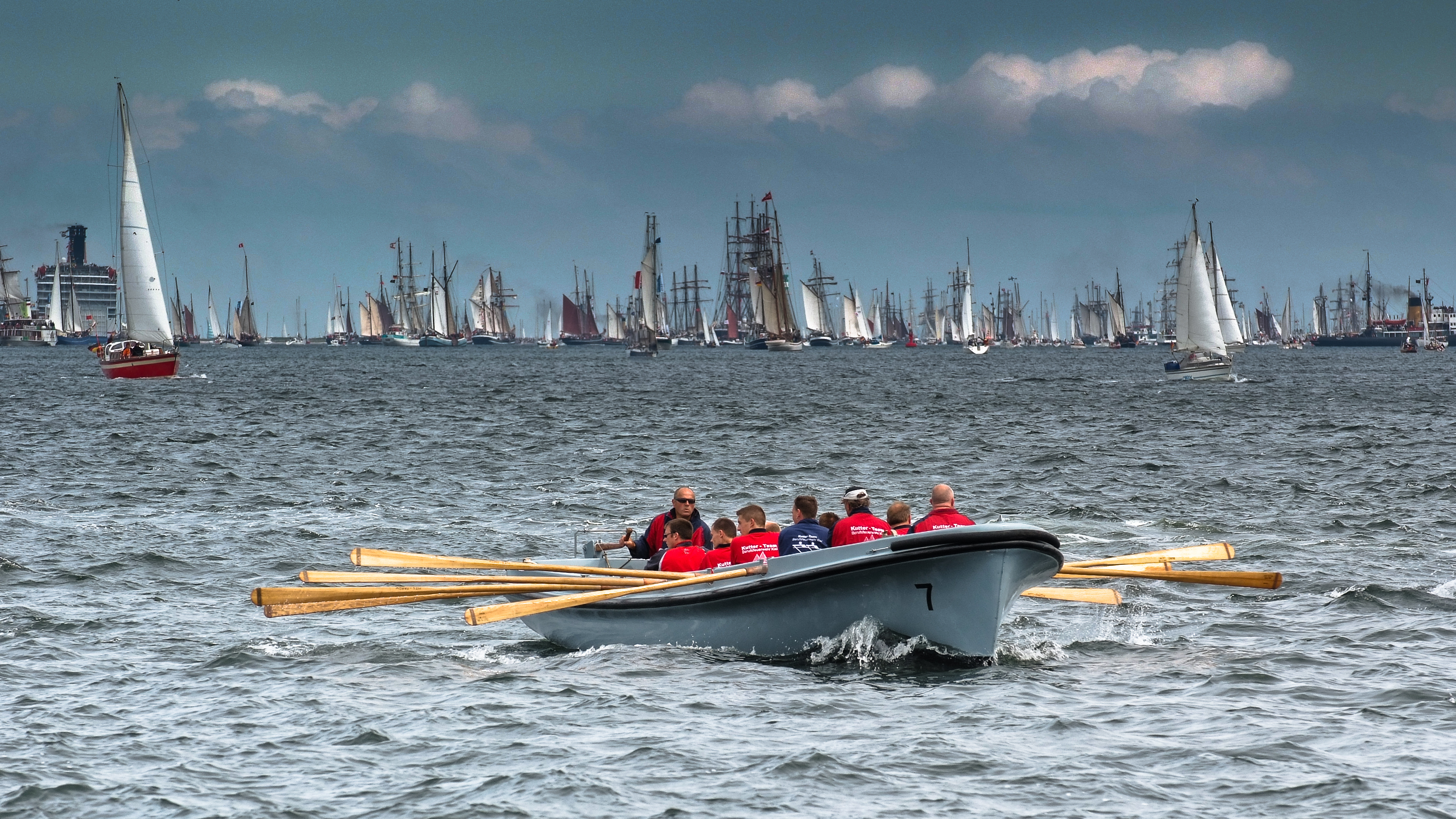
مركب تجديف ومراكب شراعية

التجديف أو التجذيف(1) هو دفع القارب بالمجاديف، حيث يقوم الشخص بمسك مجاديف القارب وتحريكها للامام والخلف لتحريك القارب. ويجد كثير من الناس في التجديف فوق مياه البحيرات، والأنهار صورة ممتعة من صور الرياضة البدنية. وقد أصبحت مسابقات التجديف من السباقات الرياضية المهمة جيدة التنظيم للهواة.
يتعلم كثير من الناس رياضة التجديف في قوارب عريضة وثقيلة تسمى دينجي. وهي تصنع بشكل متراكب الألواح بصفة عامة، أي أن جسم القارب يصنع من ألواح خشبية متراكبة. ويتم توجيه القارب بوساطة السكان (دفَّة المركب) عند مؤخرة القارب. أما المجاذيف، ذوات المقابض المستديرة والأطراف العريضة، فتدور في مساند مجدافية على شكل حدوة الحصان ومثبتة على جانبي القارب. ويجلس الشخص الذي يجدف في مقعد ثابت.

## تاريخ
التجديف نشأ مع الإنسان منذ صنع القارب لعبور المياه، وتطور مع تطور الحاجة البشرية والإنسانية، وانتشرت كرياضة رسمية منذ إنشاء أول اتحاد دولي لهذه اللعبة في عام 1892، ونالت شرف الانضمام للألعاب الأولمبية في دورة الألعاب الأولمبية الصيفية في برلين عام 1936. واقيم أول سباق أولمبي للسيدات في دورة الألعاب الصيفية في لندن عام 1948.

## السباق
تقام سباقات التجديف في مسارات مخصصة ومجهزة سواء في بحيرات طبيعية ام اصطناعية. يبلغ طول مجرى القياسي السباق 2000 متر بالنسبة للرجال، وفي بعض الأحيان 1500 متر بالنسبة لسباقات السيدات أو الناشئين. وهناك مسابقات أخرى من التجديف تقام لمسافات أكبر كماراثون التجديف ومن اشهرها السباق السويسري الذي يبلغ طول مجرى السباق فيه160 كيلومتر.
يتم التسابق بين الرياضيين أو الفرق فيما بينها ضد بعضها البعض أو ضد الزمن. ولضمان العدالة بين الفرق يشترط الاتحاد الدولي مقاييس محددة للقوارب لكل فئة معينة.

## التجهيزات

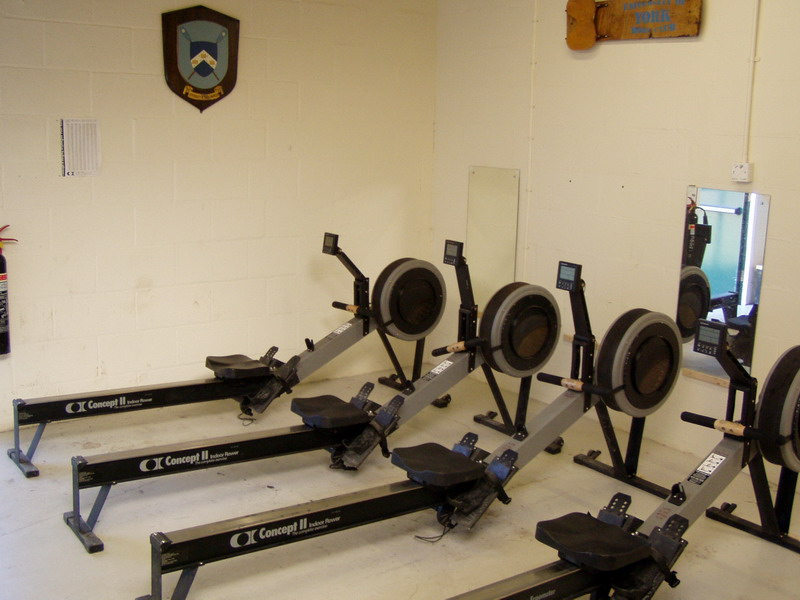
التجديف الداخلي

### القوارب
تتعدد أنواع القوارب المستخدمة في السباقات، ويتم تصنيفها عادة باستخدام طريقة عدد المقاعد (القوارب الفردية أو الزوجية أو الرباعية أو ذات الثمان مقاعد)أو حسب مكان قائد الدفة في القارب ويوجد قوارب بمجداف لكل لاعب وأخرى بمجذافين لكل لاعب.
وتصنع قوارب السباق عادة من مواد خفيفة من الخشب المتين، أو من مواد صناعية.

### الدفة
وهي التي يوجه بها القارب.

### المجداف
يصنع المجداف من مواد من الخشب المتين أو المطاط بطول 260 سنتيمتر وعرض الكف 16 سنتيمتر.

## هوامش
1. جاء في لسان العرب: أن المجذاف لغة في المجداف، وبأن كلتا الكلمتين فصيحتان، وأصل الكلمة من جَدْف الطائر وهو جناحه.

## اقرأ أيضا
- نظام ألبانو
- عوامة بحرية
- مرأة مجدفة